# Paramignya lobata
Espèce
Paramignya lobata est une espèce de plante à fleur du genre Paramignya et de la famille des Rutaceae endémique des forêts marécageuses de Malaisie péninsulaire (Perak, Terengganu, Pahang, Territoire fédéral de Kuala Lumpur). La plante est une grimpante épineuse, aromatique, utilisée en médecine traditionnelle. 

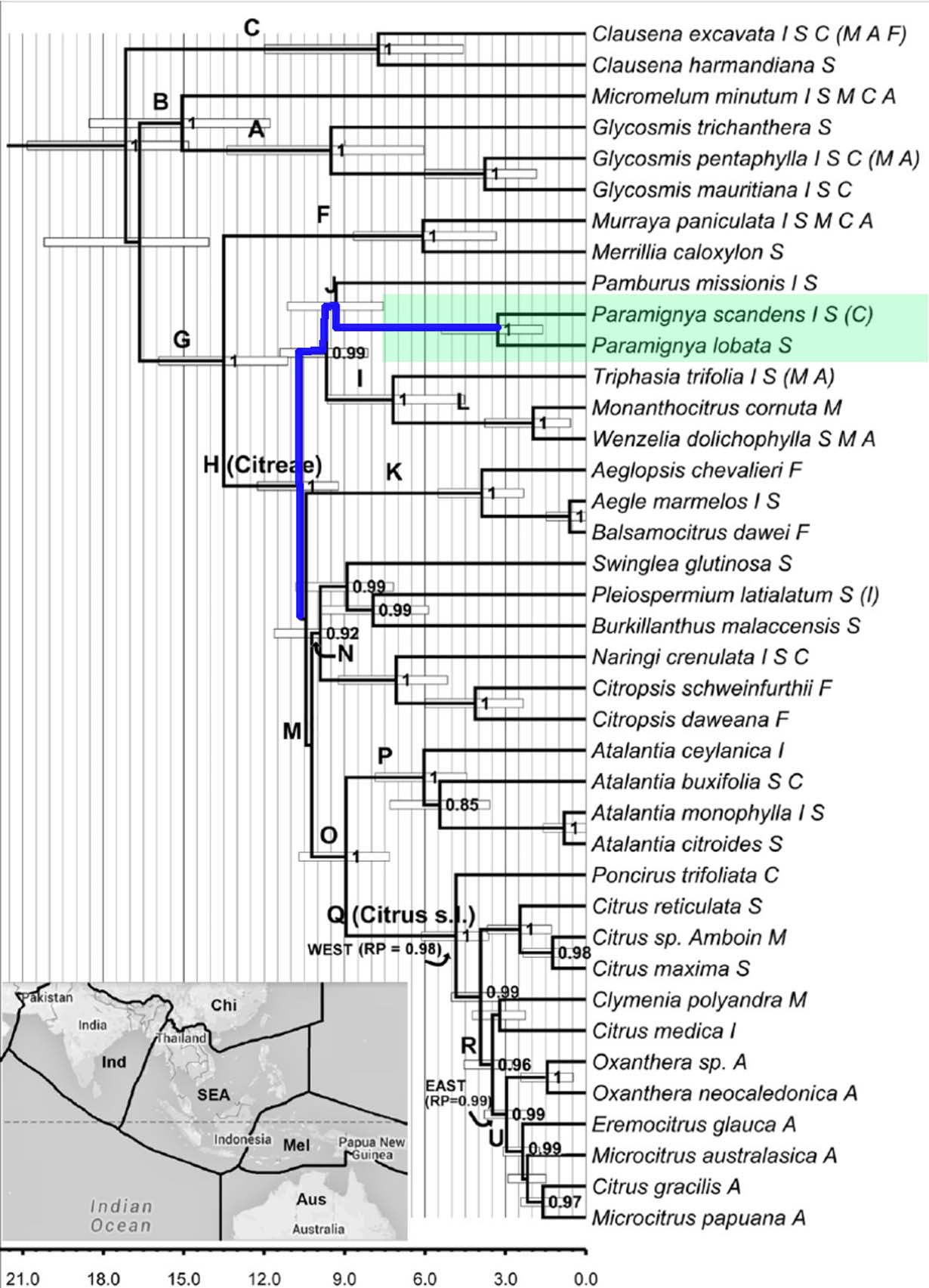
divergence ancienne du clade Paradigmyia chez Thomas Schwartz et al. (2015)

## Taxonomie
Paramignya lobata Burkill (1931) est le nom usuel mais d'origine non résolue avec un niveau de confiance faible. Pararnignya lobata Burkill (1922) est décrite par I. H. Burkill comme synonyme d'Atalantia monophylla Ridley (1922). 

### Phylogénie

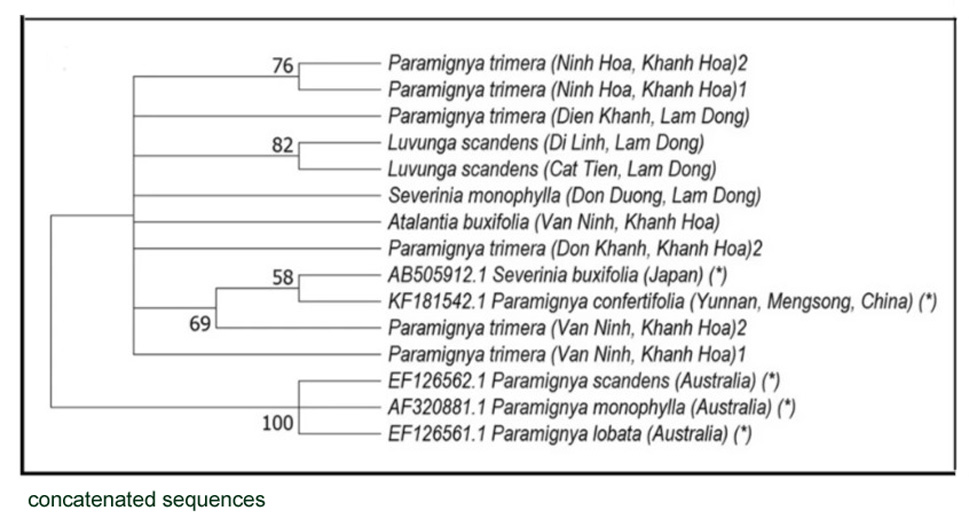
proximité avec P. scandens et P monoplyla (2021)

Thomas Schwartz et al. (2015) le placent proche de P. Scandens = P citrifolia et de Pamburus (observation que W.T. Swingle avait déjà faite en 1943 . Thi Cam Mien Phi et al. (2021) confirment la proximité. Amel Ouestlati Bahri (2017) détaille ainsi la tribu de Citreae, sous-tribu des Triphasiinae: espèces Luvunga, Merope angulata = Paramignya angulata, Monanthocitrus cornuta, Oxanthera neocaledonica, Oxanthera sp, Pamburus missionis, Paramignya lobata et scandens, Triphasia trifolia, Wenzelia. 

### Nom commun
En Malais: Akar Lelimau, Susur Ayam Jantan

## Morphologie
Liane grimpante à tiges couverte de très courtes épines (4 à 8 mm) courbées vers l'arrière fleur au pétiole jaune orangé, feuilles minces à tendance coriaces, oblongues-ovales ou longuement elliptiques. Fruits  proéminents de 2 à 5 lobes rouge tomate à maturité avec des grosses graines, différent de toutes les autres espèces de Paramignya.
La réaction au réactif de Dragendorff de l'extrait au méthanol-chloroforme de tiges donne un faible résultat positif indiquant la présence d'alcaloïdes. Les extraits de tige et de feuille à 70 % de méthanol révèlent celle de stéroïdes, de triterpènes et de saponines.

## Utilisation
Une publication malaise (2010) donne comme indication: «aide à travailler», elle est peut être à rapprocher de la décoction de Paramignya citrifolia qui est un tonique au Viet Nam.

### Huile essentielle
Vingt-neuf composants ont été identifiés (2021). Les sesquiterpénes (46,2 %) dominent avec β-caryophyllène (24,8 %, contre environ 20 % chez P. trimera), l'oxyde de caryophyllène (20,5 %), le (E)-nérolidol (10,4 %), l'α-humulène (5,8 % conte 25 % chez P. trimera) et l'époxyde d'humulène II (5,4 %). 
L'activité antioxydante est évaluée comme moyenne (IC50 82,4 mg/mL).

## Articles annexes

### voir aussi
- Paramignya citrifolia